# جزيرة الدوم
قرية جزيرة الدوم هي إحدى القرى التابعة لمركز أبو تشت في محافظة قنا في جمهورية مصر العربية. حسب إحصاءات سنة 2006، بلغ إجمالي السكان في جزيرة الدوم 8886 نسمة، منهم 4492 رجل و4394 امرأة.